# روز همبرغر
روز همبرغر (بالإنجليزية: Rose Hamburger)‏ هي سيدة أعمال أمريكية، ولدت في 29 ديسمبر 1890، وتوفيت في 6 أغسطس 1996.